# Bruderlöcher
Bruderlöcher este o arie protejată (arie specială de conservare — SAC, sit de importanță comunitară — SCI) din Germania întinsă pe o suprafață de 16,14 ha, integral pe uscat.

## Localizare
Centrul sitului Bruderlöcher este situat la coordonatele 49°50′09″N 8°25′33″E / 49.8358°N 8.4258°E.

## Înființare
Situl Bruderlöcher a fost declarat sit de importanță comunitară în aprilie 1999 pentru a proteja 1 specie de animale. Situl a fost protejat și ca arie specială de conservare în martie 2008.

## Biodiversitate
Situată în ecoregiunea continentală, aria protejată conține 3 habitate naturale: Lacuri eutrofice naturale cu vegetație de tip Magnopotamion sau Hydrocharition, Pajiști cu Molinia pe soluri calcaroase, turboase sau argilos-nămoloase (Molinion caeruleae), Pajiști aluvionare inundabile, de Cnidion dubii.
La baza desemnării sitului se află o specie protejată de  păsări: gaia neagră (Milvus migrans).
Pe lângă speciile protejate, pe teritoriul sitului au mai fost identificate 29 de specii de plante, 2 specii de păsări, 2 specii de amfibieni, 5 specii de nevertebrate, 1 specie de reptile.